# Stanthorpe
Stanthorpe – miasto w Australii, w stanie Queensland.